# Estação Kremliovskaia
Kremliovskaia (em russo:  Кремлёвская, em tártaro:  Кремль) é uma das estações da linha Tsentralhnaia (Linha 1) do Metro de Cazã, na Rússia. A estação «Kremliovskaia» está localizada entre as estações «Ploshchad Tukaia» e «Cosia Sloboda».